# Organisation und Struktur des Stahlbaus von 1945 bis 1990 in Ostdeutschland
Die Organisation und Struktur des Stahlbaus von 1945 bis 1990 in der Sowjetischen Besatzungszone (SBZ) und in der Deutschen Demokratischen Republik (DDR) galt einem bedeutenden Industriezweig.

## Zwangsverwaltung in der SBZ
Die Hersteller von bau- oder fördertechnischen Stahlbaukonstruktionen waren im Zweiten Weltkrieg überwiegend unter dem Einsatz von Fremdarbeitern und Kriegsgefangenen an der Rüstungsproduktion beteiligt. Mit Befehl Nr. 124 vom 30. Oktober 1945 verfügte die SMAD die Beschlagnahme und provisorische Übernahme aller ehemaligen Rüstungsbetriebe. Die davon betroffenen Stahlbaubetriebe unterlagen somit der Sequestrierung durch die SMAD und deren folgender Enteignung durch Volksentscheide auf Länderebene.
Mit SMAD-Befehl Nr. 138 vom 4. Mai 1947 wurde die Deutsche Wirtschaftskommission (DWK) als zentrale deutsche Verwaltungsinstanz in der SBZ am 11. Juni 1947 etabliert und existierte bis zur Gründung der DDR zum 7. Oktober 1949. Durch SMAD-Befehl Nr. 32 vom 12. Februar 1948 wurden die Kompetenzen der DWK erweitert und die ursprünglichen Industrieverwaltungen in Hauptverwaltungen (HV) der DWK umgebildet. Es folgte am 23. April 1948 der SMAD-Befehl Nr. 76 zur Schaffung der Vereinigung Volkseigener Betriebe (VVB) als Steuerungsorgan. Die in den zentralgeleiteten VVB (Z) organisierten großen Industriebetriebe unterstanden den Hauptverwaltungen der DWK, während die VVB (L) auf Landesebene den Wirtschaftsministerien der Länder unterstellt waren.
Für die wirtschaftsrelevanten Stahlbaubetriebe wurde auf der Grundlage des Befehls Nr. 76 der SMAD die VVB (Z) ABUS als Vereinigung Volkseigener Betriebe für die Ausrüstung von Bergbau und Schwerindustrie gegründet.
Der VVB (Z) ABUS mit Sitz in Halle/Saale gehörten ursprünglich die folgenden Betriebe an:

### Stahlbau
- ABUS Berliner Stahlbau
- ABUS Sächsischer Brücken- und Stahlhochbau Dresden-Niedersedlitz
- ABUS Thüringer Stahlbau und Transportanlagen Erfurt-Gispersleben
- ABUS Stahl- und Weichenbau Halle/Saale
- ABUS Stahlbau vorm. Mannesmann Leipzig
- ABUS Eisenbau Leipzig
- ABUS Leipziger Stahlbau und Verzinkerei (LSV)
- ABUS Stahl- und Apparatebau Magdeburg

### Förderanlagen
- ABUS Förderanlagenbau Leipzig
- ABUS Fabrik für Förderanlagen Magdeburg-Sudenburg
- ABUS Förderanlagenbau Köthen

### Krane und Hebezeuge
- ABUS Hebezeugwerk Sebnitz
- ABUS Kranbau Köthen
- ABUS Hebezeugwerk Suhl[2]
- ABUS Saalfelder Hebezeugbau[3]
- ABUS Schmalkaldener Kranbau
- ABUS Kranbau Eberswalde
- ABUS Vogtländischer Aufzugs- und Maschinenbau Mylau[4]

### Schwermaschinenbau
- ABUS Getriebefabrik Coswig
- ABUS Schwermaschinenbau Wildau
- ABUS Maschinenfabrik und Eisengießerei Dessau[5]
- ABUS Maschinenfabrik und Eisengießerei Aschersleben
- ABUS Maschinen- und Zahnräderfabrik Gotha
- ABUS Maschinenbau Nordhausen
- ABUS Gießerei und Maschinenfabrik Berlin-Lichtenberg
- ABUS Bergbaumaschinen Seehausen Kr. Wanzleben Werk Tarthun
- ABUS Mechanische Werke Staßfurt
- ABUS Vereinigte Maschinenfabrik u. Eisengießerei Altenburg (VEMAG)

### Verpachtet oder Rückübertragung
- ABUS Marienhütte Cainsdorf
- ABUS Auer Werkzeugbau (AWEBA)
- ABUS Wurzener Transportanlagen (WUTRA)[6]
- ABUS Stahlfensterwerk Bautzen (Festala)

Die Anzahl der Betriebe änderte sich in der Folgezeit mehrfach. 1951 erfolgte die Verlegung des Verwaltungssitzes nach Merseburg.
Die VVB unterstand bei ihrer Gründung der DWK, HV Maschinenbau und Elektrotechnik, ab 1950 dem Ministerium für Industrie, HA Maschinenbau und Elektrotechnik sowie seit 1952 dem Ministerium für Maschinenbau, HV Schwermaschinenbau. Gemäß Verordnung über Maßnahmen zur Einführung des Prinzips der wirtschaftlichen Rechnungsführung in den Betrieben der volkseigenen Wirtschaft vom 20. März 1952 wurde die VVB ABUS aufgelöst und mit Wirkung vom 10. April 1952 die Verwaltung Volkseigener Betriebe ABUS gebildet. Die Auflösung dieser VVB erfolgte im März 1953.
Mit Befehl NR. 64 vom 17. April 1948 ordnete die SMAD die Beendigung der Zwangsverwaltung in der SBZ an.

## Struktur und Organisation des Stahlbaus in der DDR bis zur Kombinatsbildung
Nach Gründung der DDR kam es zur Reorganisation der volkseigenen Industrie. Mit Verordnung vom 22. Dezember 1950 wurden die VVB (L) zum 1. Januar 1951 aufgelöst. An ihre Stelle traten Verwaltungen Volkseigener Betriebe, die keine juristische Selbständigkeit besaßen und lediglich anleitende und kontrollierende Funktionen im Auftrag von Hauptverwaltungen eines Fachministeriums bzw. Staatssekretariats ausübten. Damit wurden alle bedeutenden Industriebetriebe den Hauptverwaltungen der Industrieministerien unterstellt, die anderen Betriebe den nach fachlichen und regionalen Aspekten neu zu bildenden Verwaltungen Volkseigener Betriebe zugeordnet.
Für den Bereich Stahlbau kam es somit zur Bildung einer VVB Stahlbau mit Sitz in Leipzig, Kickerlingsberg 18 unter Zuordnung folgender Betriebe:
- VEB Stahlbau Berlin-Lichtenberg
- VEB Stahlhoch- und Brückenbau Brandenburg
- VEB Eisenbau Leipzig
- VEB Stahlbau Magdeburg mit Zweigwerk Parey
- VEB Stahlbau Niesky (Christoph & Unmack)
- VEB Stahlbau Werdau (Stahl-, Hoch- und Brückenbau F. Zimmermann)
- VEB Stahlbau Wismar
- VEB Glasdachbau Zwickau

Spätere Eingliederungen betrafen:
- VEB Stahlbau Chemnitz (Stahlbaubetrieb Hannemann)
- VEB Stahlbau Lautawerk (aufgelöst am 1. September 1952)

Zum 31. Dezember 1952 erfolgte die Auflösung der VVB Stahlbau Leipzig und deren vorübergehende Übernahme als Abteilung Stahlbau in der Hauptverwaltung Bauindustrie.
Nach Auflösung der VVB ABUS sowie der VVB Stahlbau im März 1953 und der Bildung von Hauptverwaltungen (HV) waren die genannten Betriebe strukturell und inhaltlich bis 1958 in der HV Hebezeuge, Förderanlagen und Stahlbau beim Ministerium für Schwermaschinenbau der DDR organisiert. Aus dieser Hauptverwaltung entstanden ab Oktober 1958 nach fachlichen Aspekten die organisatorisch getrennten:
- VVB Bergbauausrüstungen und Förderanlagen (1958–1965)
- VVB Tagebauausrüstungen, Krane und Förderanlagen (1965–1978)
- VVB Stahlbau (1958–1964)
- VVB Industrieanlagenmontagen und Stahlbau (1964–1969)

## Organisation und Struktur des bautechnischen Stahlbaus
Gemäß Ministerratsbeschluss vom 30. Juli 1964 sollte die VVB Stahlbau zum Hauptauftragnehmer für Industrieanlagenmontagen und Stahlbau umgebildet und ausgebaut werden. In diesem Zusammenhang erfolgte die Umbenennung der VVB Stahlbau in VVB Industrieanlagenmontagen und Stahlbau (IAS) und ihre Ausgliederung aus der Abteilung Schwer- und Transportmaschinenbau des Volkswirtschaftsrates mit neuer Zuordnung zur Abteilung Chemieanlagenbau.
Gleichzeitig wurde der VEB Industriemontagen Merseburg als Montagebetrieb des Chemieanlagenbaues der VVB IAS zugeordnet. Somit waren folgende Institutionen und Betriebe in der VVB IAS organisiert:
- Institut für Industrieanlagenmontagen und Stahlbau Leipzig
- Institut für Stahl- und Leichtmetallbau Leipzig.
- VEB Großmontagen Berlin
- VEB Industriemontagen Merseburg
- VEB Stahlbau Berlin
- VEB Stahlbau Brandenburg
- VEB Sächsischer Brücken- und Stahlbau Dresden-Niedersedlitz
- VEB Thüringer Stahlbau Erfurt-Gispersleben.
- VEB Stahlfensterbau Frankfurt/Oder
- VEB Stahl- und Weichenbau Halle/Saale
- VEB Stahlbau Kretzschau
- VEB Stahlbau Karl-Marx-Stadt
- VEB Brücken- und Stahlbau Leipzig
- VEB Industriestahlbau Leipzig
- VEB Stahl- und Apparatebau Magdeburg[8]
- VEB Stahlbau Niesky
- VEB Stahlbau Parey
- VEB Stahlbau Plauen
- VEB Stahlbau Ruhland mit Lautawerk Hosena
- VEB Glasdachbau Zwickau

Zur Steigerung der Arbeitsproduktivität durch Anwendung moderner Montagetechnologien wurden eine größere Anzahl mobiler Hebezeuge der Bautypen Gottwald für den Chemieanlagenbau und Coles für den Stahlbau importiert. Mit der Absicherung einer effektiven Wartung und Instandhaltung dieses Kranbestandes in der VVB IAS wurde 1965 der VEB Brücken- und Stahlbau Leipzig beauftragt und als spezialisierter Montagebetrieb VEB Industriemontagen (IMO) Leipzig gegründet. Hierfür wurden die bis dahin in den einzelnen Stahlbaubetrieben existierenden Montagekapazitäten herausgelöst und in den IMO-Niederlassungen Leipzig, Magdeburg, Niesky und Plauen organisiert. Wegen der vorwiegend anlagenspezifischen Montagen von Rohrleitungen, Behältern, Apparaten etc. gestaltete sich die Integration des VEB IMO Merseburg in den Verbund der VVB IAS als problematisch, so dass zum 1. Januar 1968 dessen Unterstellung bei der VVB Chemieanlagenbau erfolgte. Analog wurde der VEB Großmontagen Berlin bereits 1966 an die VVB Rohrleitungen und Isolierungen übergeleitet.
Die Werke der VVB IAS verfügten im Jahre 1968 über eine bilanzierte Jahreskapazität von 126.012 t Stahlhochbaukonstruktionen mit einer Beschäftigtenanzahl von 11.049 Arbeitern und Angestellten. Als Generaldirektoren der VVB IAS bzw. des folgenden VEB MLK fungierten:
- Otto Bormann (Juli 1964 bis März 1966)
- Herbert Walter (März 1966 bis August 1968)
- Karl Grünheid (August 1968 bis Juli 1971)
- Walter Mielsch (16. August 1971 bis 3. Februar 1989)
- Hans Johne (1. Februar 1989  bis 31. Mai 1990)

Mit Wirkung vom 31. Dezember 1968 endete die Rechtsfähigkeit der VVB IAS. Rechtsnachfolger wurde der VEB Metallleichtbaukombinat (MLK), der am 1. Januar 1969 aus der VVB Industrieanlagenmontagen und Stahlbau sowie weiteren Betrieben gebildet wurde.

## Kombinatsbildung für den bautechnischen Stahlbau 1969 (MLK)
Auf der Grundlage des Politbürobeschlusses vom 22. November 1966 und der Ministerratsbeschlüsse vom 9. Februar 1967 sowie 5. Oktober 1967 über die weitere Erhöhung der Anwendung von Konstruktionen des Metallleichtbaues (MLB) zur Entlastung des Bauwesens im Investitionsgeschehen der DDR erging die Verfügung des Ministers für Schwermaschinen und Anlagenbau sowie des Ministers für Bauwesen vom 16. Januar 1968 über die Gründung eines VE Metallleichtbaukombinat zum 1. Januar 1968.
Mit Wirkung vom 31. Dezember 1967 wurden zunächst:
- VEB Stahl- und Weichenbau Halle/Saale
- VEB Lausitzer Stahlbau Ruhland
- VEB Stahlbau Kretzschau
- VEB Ingenieurprojektierung Plauen

als juristisch selbständige Betriebe aufgelöst und vom VE Metallleichtbaukombinat mit Sitz in Halle übernommen. Der VE Metallleichtbaukombinat unterstand bis 31. März 1968 der VVB IAS und wurde zum 1. April 1968 aus der VVB IAS mit 1685 Vollbeschäftigten ausgegliedert und dem Ministerium für Bauwesen (MfB) unterstellt.

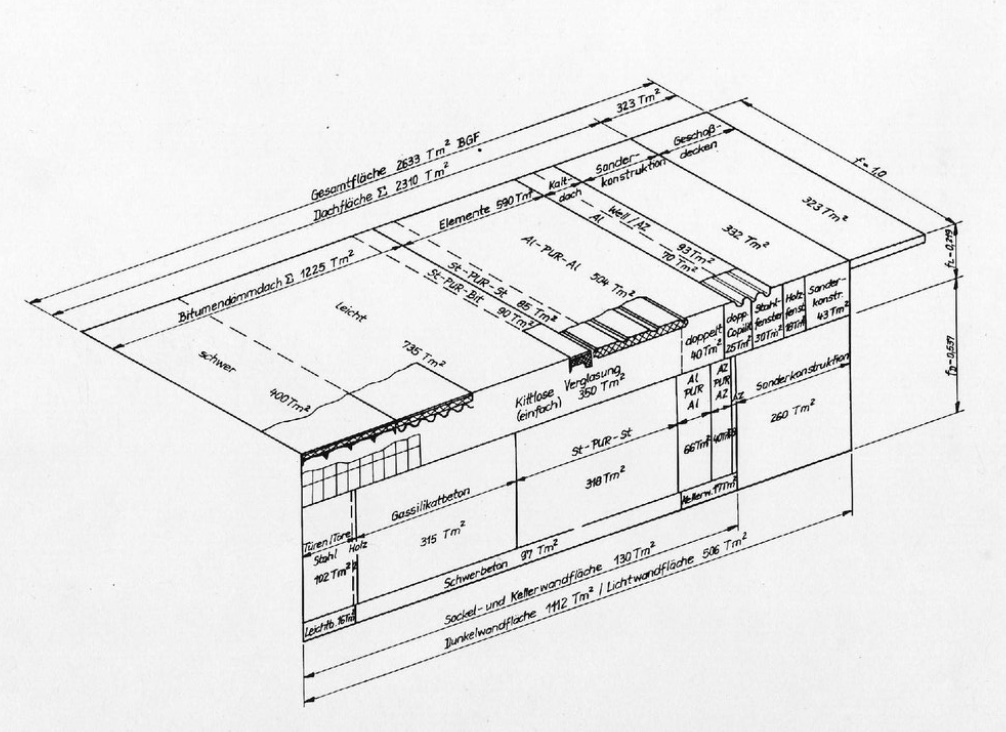
Bild 1 Liefer- und Leistungsumfang des MLK (1979)

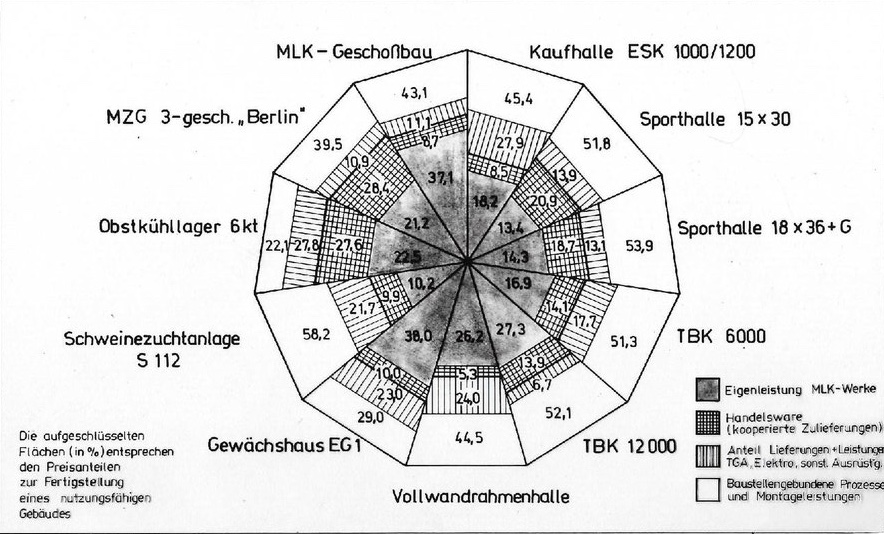
Bild 2 Komplettierungsgrad für ausgewählte MLB-Erzeugnisse (1979)

Für die Realisierung der staatlichen Vorgabe einer Jahresproduktion von 143.000 t Stahlhochbaukonstruktionen und 2.800 Tm² überdachter Flächen in kompletten MLB-Konstruktionen ab 1970 ergab sich für die VVB IAS die Verpflichtung zur Entwicklung entsprechender Kapazitäten sowie geeigneter Organisationsformen.
Den erweiterten Liefer- und Leistungsumfang für die im Jahr 1980 realisierten 2.633 Tm² Bruttogesamtfläche verdeutlicht Bild 1. Dazu erfolgte mit der Kombinatsbildung eine erzeugnisspezialisierte Fertigungsorganisation zur Serienproduktion standardisierter MLB-Erzeugnisse z. B. Band- und Rohrbrücken (Berlin), 3–5geschossige Mehrzweckgebäude (Berlin/Calbe), Stahlschalungen (Berlin/Kretzschau), Hochregalhäuser (Calbe), Gewächshäuser (Dresden), Raumzellen (Brandenburg), Fassadenelemente (Blankenburg), Kaufhallen (Halle), Sporthallen (Ruhland), Funk- und Freileitungsmaste (Parey), Industrie- und Lagerhallen mit Achsabständen 6 m/12 m (Plauen), Raumtragwerke (Ruhland), Obstkühllagerhäuser (Niesky), Stahlbrücken (Niesky), Stahlwasserbau (Parey), Gitterroste und Stahlrohrgerüste (Plauen), Stahlfenster (Frankfurt/Leipzig), Stahltüren und –tore (Berlin/Blankenburg), Kittlose Verglasung (Leipzig/Zwickau).
Wesentliche Grundlage für die Entwicklung standardisierter Erzeugnisse bildete dabei das Vereinheitlichte Vorschriftenwerk für den Stahlbau in der DDR ergänzt durch Traglastversuche im kombinatseigenen Forschungsinstitut. Der durch die Werke erreichte Komplettierungsgrad für ausgewählte MLB-Erzeugnisse vermittelt Bild 2. Die beispielhaften Darstellungen einer Kaufhalle C IV (Bild 3), einer Vollwandrahmenhalle (Bild 4) sowie der Blick in den Muster- und Experimentalbau der RGW-Sporthalle SH 30 × 48 × 9 m (Bild 5) sollen einen Eindruck vom Gegenstand der Metallleichtbauproduktion vermitteln.

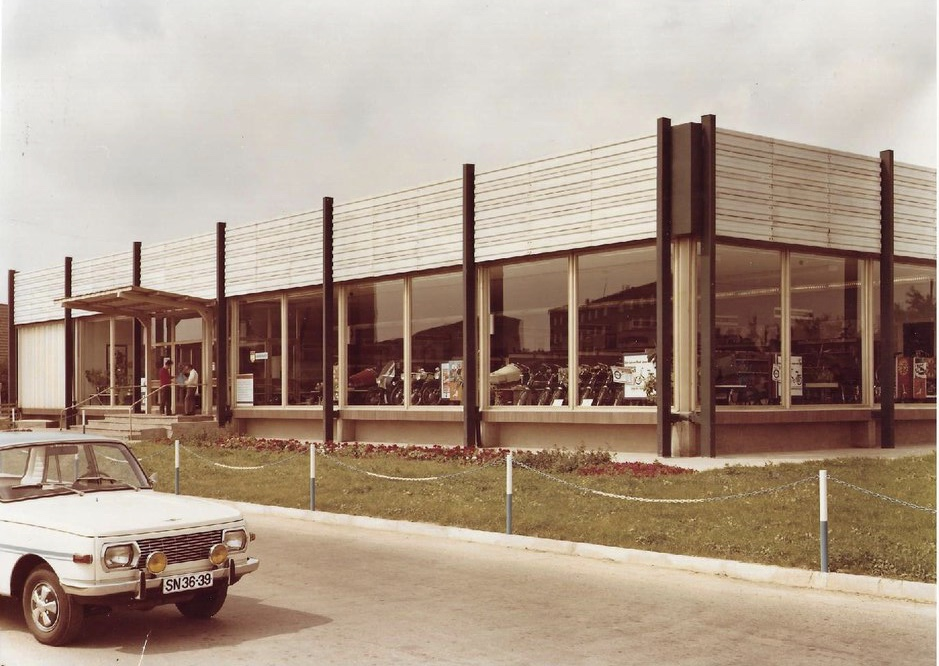
Bild 3 Kaufhalle C IV in Metallleichtbauweise (1978)
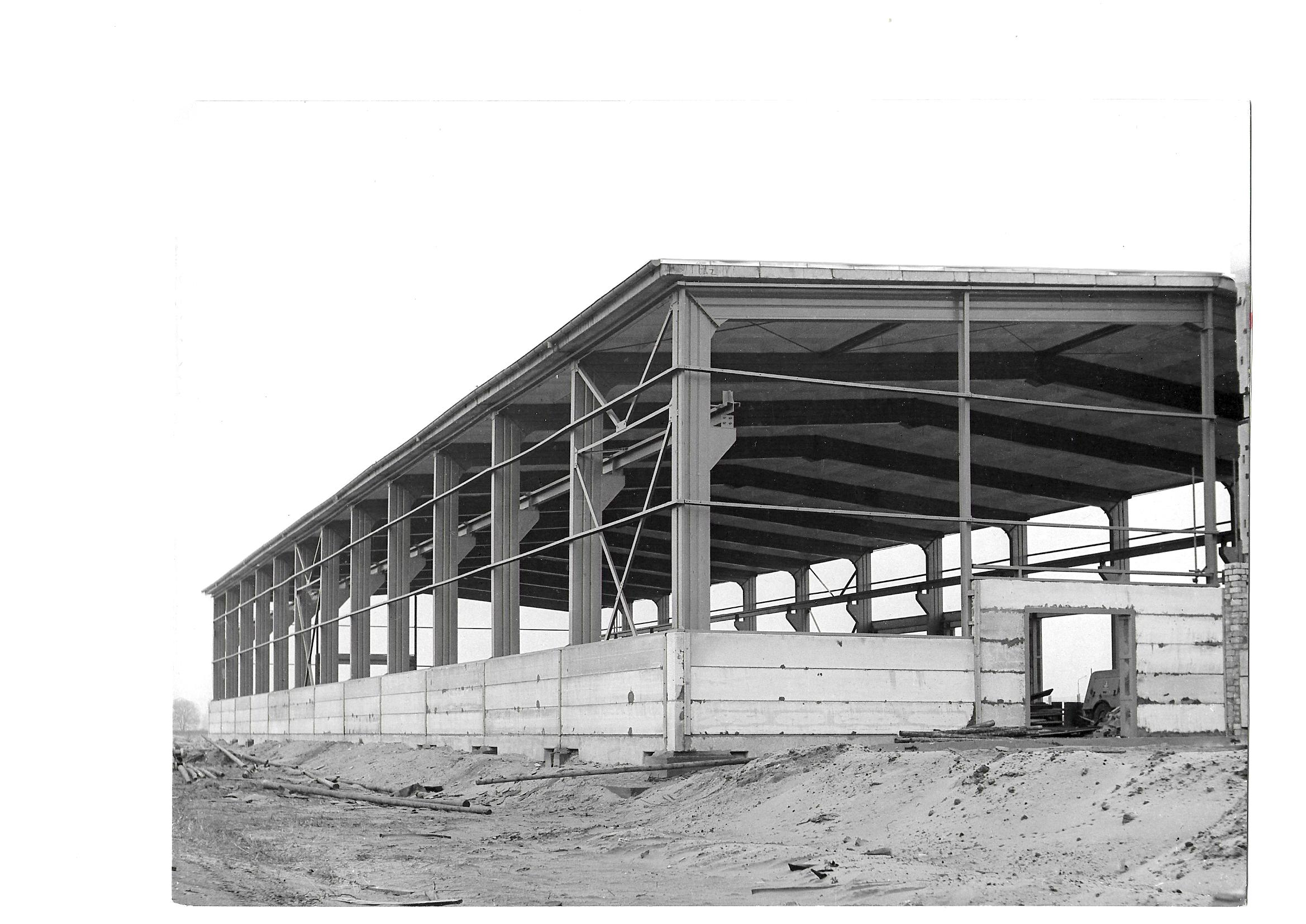
Bild 4 Vollwandrahmenhalle Achsabstand 6 m (1978)
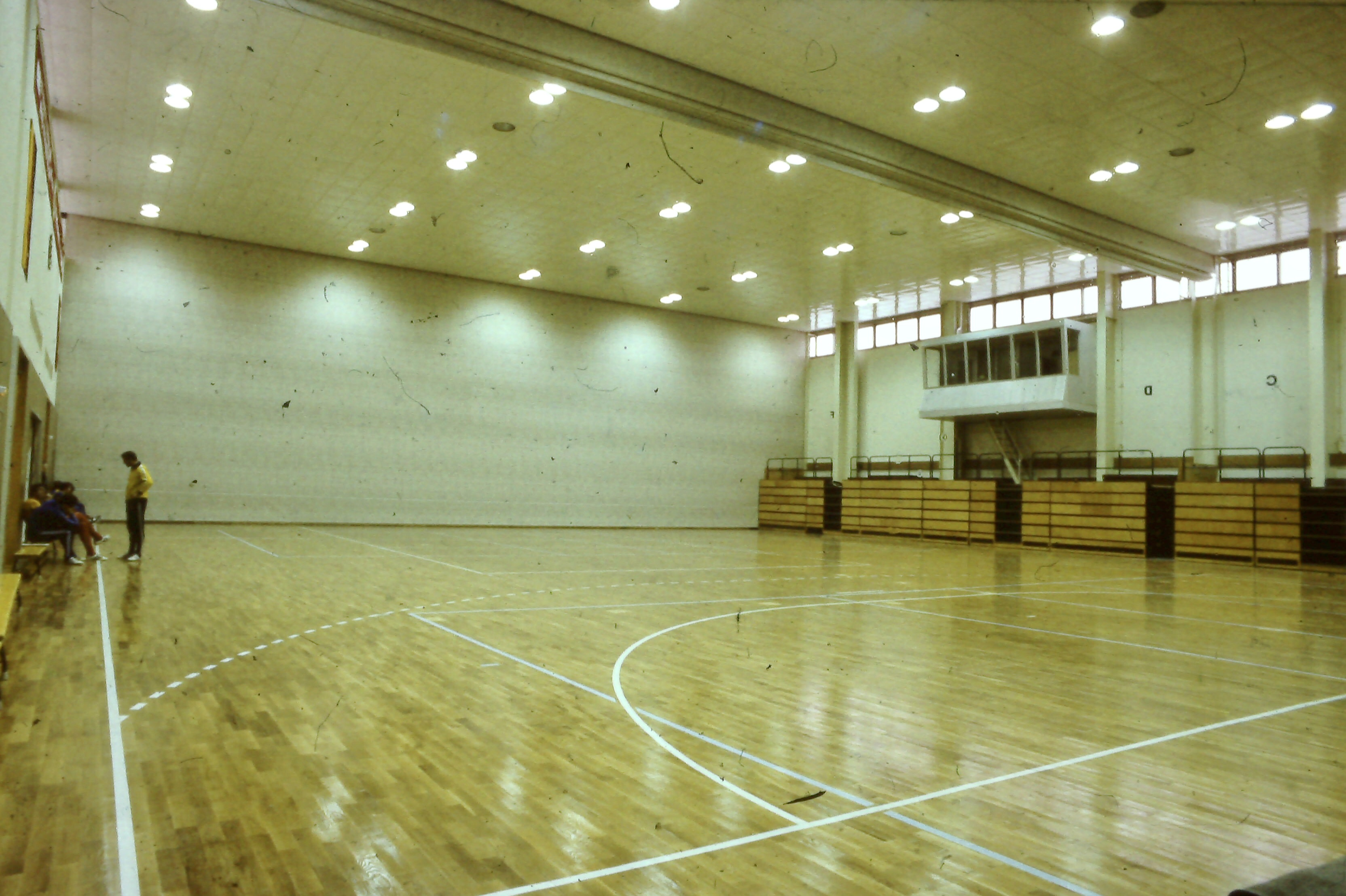
Bild 5 RGW-Sporthalle SH 30 × 48 × 9 m (1978)

Ein Vorschlag zur Rückführung der ehemals im bautechnischen Stahlbau tätigen Betriebe:
- VEB Thüringer Stahlbau Erfurt-Gispersleben
- VEB Sächsischer Brücken- und Stahlhochbau Dresden-Niedersedlitz
- VEB Leipziger Stahlbau und Verzinkerei (jetzt Förderanlagenbau)

mit einer Jahreskapazität von ca. 35.000 t für Stahlhochbaukonstruktionen wurde vom Minister für Schwermaschinen- und Anlagenbau (MSAB) grundsätzlich abgelehnt.
Mit der 1970 bevorstehenden Stilllegung des VEB BHK Bergbau- und Hüttenkombinat Calbe(Saale) als Zusammenschluss der Eisenerzgruben und des Niederschachtofenwerkes mit 1000 Bergleuten und 2500 Hüttenwerkern erfolgte deren Umqualifizierung und Übernahme in Verantwortung des neu zu schaffenden Metallleichtbaukombinates zum 1. Januar 1969 als MLK-Werk Calbe mit den Werkteilen Gaskraftwerk, Großverzinkung, Gasbetonwerk und MLB-Konstruktionen sowie dem neu errichteten Werk Blankenburg mit dessen Inbetriebnahme zum 1. Mai 1970 für die Produktion von Türen, Toren und Fassadenelementen. Die hierfür notwendigen Investitionen wurden im Zeitraum 1969–1973 realisiert.
Für den Ausbau und die Umstellung auf die Produktion von Konstruktionen des Metallleichtbaus (MLB) wurden der VEB Stahlbau Plauen, VEB Stahl- und Weichenbau Halle/Saale, VEB Lausitzer Stahlbau Ruhland und VEB Stahlbau Kretzschau ausgewählt.
Für die Kapazitätserweiterung im Stahlbau Plauen erfolgte der Neubau einer Fertigungshalle für die Rahmenhallenproduktion in Stahlleichtbauweise und einer Verzinkerei am Standort Plauen sowie der Neubau eines Fertigungswerkes zur Umprofilierung des Karl-Marx-Schachtes Zwickau mit Übernahme- und Umqualifizierungsangebot für die verbliebenen 1000 Bergleute bis zur Inbetriebnahme am 1. Januar 1973.
Für die Umprofilierung des Stahl- und Weichenbau Halle/Saale erfolgte eine Auslagerung der Weichenproduktion in das BKW Tröbitz (VVB Braunkohle Cottbus) bzw. in den VEB Weichenwerk Kirchmöser (RBD Berlin). Damit konnte der Betriebsteil in der Grenzstraße für die MLB-Produktion umgebaut werden. Die Investitionen im Hauptwerk Delitzscher Straße (vormals Straße der DSF) erfolgten bis zum 1. April 1969. Die Umprofilierung im Stahlbau Ruhland für die Produktion von Raumtragwerken konzentrierten sich auf Investitionen für eine Fertigungsstraße im Werkteil Hosena.
Für die erforderliche Kapazitätserweiterung wurden folgende Unternehmen zum 1. Januar 1969 in das neu zu gründende VEB Metallleichtbaukombinat (MLK) übergeleitet:
- VEB Bergbau- und Hüttenkombinat Calbe (Saale)
- VEB Stahl- und Blechkonstruktionen Berlin-Weißensee
- VEB Berliner Feinstahlbau Berlin-Hohenschönhausen
- VEB Holz-, Stahl- und Glasbau Dresden (Hosta-Glas)
- VEB Industrieanstriche Cottbus BT Schwarzheide

Im Zuge der in der volkseigenen Industrie der DDR eingeleiteten Konzentrationsprozesse kam es zu Fusionen von Werken und der Bildung von Kombinaten. Zum 31. Dezember 1968 wurde die VVB IAS und die bisher dem VE MLK Halle angehörigen Betriebe aufgelöst und dem zum 1. Januar 1969
im Verantwortungsbereich des Ministeriums für Bauwesen (MfB) gegründeten VEB Metallleichtbaukombinat (MLK) Leipzig übertragen. Zeitgleich wurden der VEB Stahlfensterbau Frankfurt/Oder, der VEB Stahl- und Blechkonstruktionen Berlin-Weißensee und der VEB Berliner Feinstahlbau Berlin-Hohenschönhausen als Werkteile des Werkes Berlin eingegliedert. Weiterhin erfolgte die Fusion des VEB Stahlbau Brandenburg und des VEB Stahlbau Parey zu Werkteilen mit dem Werk Magdeburg. Der VEB Stahlbau Kretzschau wurde als Werkteil dem Werk Halle zugeordnet und dem Werk Plauen der VEB Glasdachbau Zwickau und der VEB Stahlbau Karl-Marxstadt.
Im Ergebnis dieses Konzentrationsprozesses erhielt der VEB MLK Leipzig mit etwa 19000 Beschäftigten somit die folgende Organisationsstruktur, die bis zum Zeitpunkt der Umwandlung der Volkseigenen Betriebe nach dem am 1. März 1990 von der Volkskammer beschlossenem Treuhandgesetz bestand:
- MLK-Kombinatsleitung Leipzig
- MLK-Forschungsinstitut Leipzig[9]
- MLK-Ingenieurbüro Leipzig
- MLK-Projektierungsbetrieb Plauen
- MLK-Werk Berlin
- MLK-Werk Blankenburg
- MLK-Werk Calbe
- MLK Werk Dresden
- MLK-Werk Frankfurt/Oder
- MLK-Werk Halle/Saale
- MLK-Werk Leipzig
- MLK-Werk Magdeburg
- MLK-Werk Niesky
- MLK-Werk Plauen
- MLK-Werk Ruhland
- MLK-Werk Industriemontagen Leipzig
- MLK-Werk Korrosionsschutz Schwarzheide

Dem VEB MLK oblag die bautechnische und schweißtechnische Zulassung der ca. 90 im Stahlbau zusätzlich tätigen Betriebe unterschiedlicher Eigentumsformen, die nach dem Produktionsprinzip oder nach den Territorialprinzip in Erzeugnisgruppen gegliedert wurden. Mit der Erzeugnisgruppenarbeit erfolgte die fachliche Anleitung zur Durchsetzung der für tragende Konstruktionen gültigen Qualitätsmaßstäbe in den kreis- bzw. bezirksgeleiteten Unternehmen.
Für die in der Planwirtschaft der DDR gültige Bilanzierung von Leistungen und Erzeugnissen waren dem VEB MLK die Verantwortung für folgende Planpositionen übertragen:
1. Stahlkonstruktionen
2. Feinstahlbauerzeugnisse
3. a) Stahltüren und –tore
4. b) Brandschutztüren
5. c) Stahlfenster
6. d) Kittlose Verglasung
7. Montage von Stahlkonstruktionen
8. Gitterroste
9. Stahlrohrrüstungen
10. MLB-Konstruktionen
11. a) Kaufhallen
12. b) Sporthallen
13. c) Raumzellen
14. d) Obstkühllagerhäuser
15. e) Gewächshäuser
16. f) MLK-Geschossbauten Typ Leipzig/Typ Calbe
17. g) MZG 3-geschosser TypBerlin
18. h) Industrie- und Lagerhallen TBK 6000/TBK 12000
19. Verzinkungsleistungen

Es soll nicht unerwähnt bleiben, dass der VEB MLK in den 20 Jahren seines Bestehens u. a. Leistungen im Umfang von:
- ca.  54 Mill. m² Metallleichtbaukonstruktionen
- ca. 1.900.000 t Stahlhochbaukonstruktionen
- ca. 5,6 Mill. m³ Gassilikatbeton

sowie erhebliche Leistungen in den Verzinkereien in Calbe, Dresden und Plauen erbracht hat.

## Kombinatsbildung für den fördertechnischen Stahlbau 1979 (TAKRAF)
Für den Industriezweig des Fördertechnischen Stahlbaus erfolgte die Kombinatsbildung für ca. 40.000 Arbeiter und Angestellte zum 1. Januar 1979 als VEB Schwermaschinenkombinat TAKRAF mit Sitz in Leipzig. Zum 31. Dezember 1978 wurden die VVB Tagebauausrüstungen, Krane und Förderanlagen (TAKRAF), der VEB Transportanlagenprojekt und das Institut für Fördertechnik aufgelöst und mit Wirkung vom 1. Januar 1979 zu einem Kombinatsbetrieb zusammengeschlossen.
Bis zum Zeitpunkt der Reprivatisierung im Jahre 1990 besaß das VEB Schwermaschinenbaukombinat TAKRAF folgende Organisationsstruktur:
- VEB Schwermaschinenbaukombinat – Stammbetrieb Betrieb für Anlagenbau und Rationalisierung (SAR).
- VEB Verlade- und Transportanlagen „Paul Fröhlich“ (VTA) Leipzig.
- VEB Bagger-, Förderbrücken- und Gerätebau (BFG) Lauchhammer
- VEB Schwermaschinenbau „Georgi Dimitroff“ Magdeburg.
- VEB Förderanlagen- und Kranbau Köthen.
- VEB Eisengießerei und Maschinenfabrik ZEMAG Zeitz.
- VEB Sächsischer Brücken- und Stahlhochbau Dresden.
- VEB Montan Leipzig[10].
- VEB Thüringer Stahlbau Erfurt-Gispersleben.
- VEB Reparaturwerk Neubrandenburg (RWN).
- VEB Maschinenbau „Karl Marx“ Babelsberg.
- VEB Schwermaschinenbau „S. M. Kirow“ Leipzig.
- VEB Kranbau Eberswalde.
- VEB Kranbau Schmalkalden.
- VEB Berliner Aufzugs- und Fahrtreppenbau Berlin.
- VEB Vogtländischer Aufzugs- und Maschinenbau  Mylau.
- VEB Saalfelder Hebezeugbau.
- VEB Hebemaschinenwerk (HEMA) Luisenthal.
- VEB Kranbau Wittenberg
- VEB Förderanlagen „7. Oktober“ Magdeburg.
- VEB Förderanlagen Calbe/Saale.
- VEB Förderanlagen Bautzen.
- VEB Fördertechnik Freital.
- VEB Förderausrüstungen Aschersleben.
- VEB Wutra-Werk Wurzen.
- VEB Hebezeugwerk Suhl[11]
- VEB Maschinen- und Apparatebau Landsberg.
- TAKRAF Export-Import Außenhandel Berlin.

Als Generaldirektoren des Kombinates bzw. der VVB TAKRAF fungierten:
- Erwin Fuhlbrügge (1958–1959)
- Helmut Fritzsche (1959–1960)
- Gerhard Springer (1960–1964)
- Rudolf Schuhmacher (1964–1970)
- Kurt Schoenefeld (1970–1989)
- Dr. Gerd-Rainer Grimm (1989–1990)

Am 1. Mai 1990 wurde das Kombinat in die TAKRAF Schwermaschinenbau AG umgewandelt, die als Holding der Treuhandanstalt in Berlin unterstand.
In der Folgezeit wurden Unternehmensteile aus dem Unternehmensverbund herausgelöst und privatisiert. So agiert die Kirow Ardelt GmbH heute als Weltmarktführer für Eisenbahnkrane und produziert Transportsysteme für Werften und für die Metallurgie. Ihre Zweigniederlassung in Eberswalde ist Weltmarktführer für Doppellenkerkrane und zusammen mit der Kocks Krane GmbH in Bremen Teil der Kranunion GmbH in Leipzig (früher Kirowgruppe). Der VEB Sächsischer Brücken- und Stahlhochbau wurde 1993 an die GEA AG verkauft und ist heute wieder ein eigenständiges Unternehmen. Die TAKRAF GmbH mit Sitz in Leipzig und Lauchhammer ist ein weltweit tätiges Unternehmen für Tagebaugeräte und Massengutumschlagsanlagen, dass als Tenova TAKRAF nach außen auftritt.